# New Meadows
Pour les articles homonymes, voir Meadows.
New Meadows est une ville américaine située dans le comté d'Adams en Idaho.
Selon le recensement de 2010, New Meadows compte 496 habitants. La municipalité s'étend sur 0,53 mille carré (1,37 km2), dont 0,52 mille carré (1,35 km2) de terres.